# 佐藤武男 (経済学者)
佐藤 武男（さとう たけお、1921年3月31日 - ）は、日本の経済学者、東京学芸大学名誉教授、関東学園大学名誉学長。
愛知県名古屋市出身。1942年東京帝国大学経済学部卒、東京学芸大学助教授、教授、1984年定年退官、関東学園大学教授、1994年学長を経て、名誉学長となる。1997年勲三等旭日中綬章受勲。近代経済学が専門。

## 著書
- 『近代経済学 経済演習』学文社 1964
- 『不動産鑑定士試験演習500題 5 経済学』学陽書房 1968
- 『資本論と一般理論』富士書店 1974
- 『解説サムエルソン経済学』富士書店 1976
  - 『最新解説サムエルソン経済学』富士書店 1981
- 『財政学』学文社 シリーズエコノミックスQ&A　1978
- 『経済政策』学文社 シリーズエコノミックスQ&A 1979
- 『現代の経済学 1 (近代経済学)』富士書店 1980
- 『現代の経済学 2 (ケインズ経済学とマルクス)』富士書店 1980
- 『現代の経済学 3 (マルクス経済学)』富士書店 1981
- 『経済学』法学書院 演習経済学双書 1981
- 『国民所得論』学文社 シリーズエコノミックスQ&A 1981
- 『マルクス経済学』学文社 1983
- 『国際経済学』ポイント経済学 学文社 1984
- 『上州のこころ』近代文芸社 2002

### 共編著
- 『経済学用語辞典』芳賀史雄共編 学文社 1966
  - 『経済学用語辞典 新版』館野敏共編 学文社 1987
- 『経済学ダイジェスト 経済演習』編著 学文社 1969
- 『図説経済学体系 1 経済学』小野俊夫共編　学文社 1971
- 『経済学 経済演習』編著 学文社 1973
- 『答練経済原論』中村賢一郎共編集 学陽書房 1980
- 『基本マスター経済原論 基礎から応用までの101選』共著 法学書院 1981
- 『経済学史』飯塚一郎共著 法学書院 演習経済学双書 1982

### 翻訳
- ポール・マティック『マルクスとケインズ』学文社 1971